# Lefaux
Lefaux és un municipi francès situat al departament del Pas de Calais i a la regió dels Alts de França. L'any 2007 tenia 274 habitants.

## Demografia

### Població
El 2007 la població de fet de Lefaux era de 274 persones. Hi havia 94 famílies de les quals 13 eren unipersonals (4 homes vivint sols i 9 dones vivint soles), 30 parelles sense fills, 47 parelles amb fills i 4 famílies monoparentals amb fills.
La població ha evolucionat segons el següent gràfic:
Habitants censats

### Habitatges
El 2007 hi havia 104 habitatges, 92 eren l'habitatge principal de la família, 7 eren segones residències i 5 estaven desocupats. Tots els 99 habitatges eren cases. Dels 92 habitatges principals, 76 estaven ocupats pels seus propietaris, 13 estaven llogats i ocupats pels llogaters i 3 estaven cedits a títol gratuït; 1 tenia dues cambres, 9 en tenien tres, 9 en tenien quatre i 74 en tenien cinc o més. 86 habitatges disposaven pel capbaix d'una plaça de pàrquing. A 36 habitatges hi havia un automòbil i a 50 n'hi havia dos o més.

### Piràmide de població
La piràmide de població per edats i sexe el 2009 era:
| Homes | Edats   | Dones |
| ----- | ------- | ----- |
| 0     | 95 o +  | 0     |
| 0     | 90 a 94 | 0     |
| 0     | 85 a 89 | 0     |
| 0     | 80 a 84 | 0     |
| 4     | 75 a 79 | 0     |
| 0     | 70 a 74 | 8     |
| 4     | 65 a 69 | 4     |
| 8     | 60 a 64 | 12    |
| 0     | 55 a 59 | 0     |
| 16    | 50 a 54 | 4     |
| 4     | 45 a 49 | 12    |
| 4     | 40 a 44 | 4     |
| 24    | 35 a 39 | 12    |
| 12    | 30 a 34 | 8     |
| 4     | 25 a 29 | 8     |
| 16    | 20 a 24 | 4     |
| 8     | 15 a 19 | 4     |
| 20    | 10 a 14 | 8     |
| 12    | 5 a 9   | 4     |
| 28    | 0 a 4   | 4     |

## Economia
El 2007 la població en edat de treballar era de 182 persones, 121 eren actives i 61 eren inactives. De les 121 persones actives 112 estaven ocupades (63 homes i 49 dones) i 7 estaven aturades (3 homes i 4 dones). De les 61 persones inactives 26 estaven jubilades, 19 estaven estudiant i 16 estaven classificades com a «altres inactius».

### Ingressos
El 2009 a Lefaux hi havia 87 unitats fiscals que integraven 263 persones, la mediana anual d'ingressos fiscals per persona era de 15.609 €.

### Activitats econòmiques
Dels 7 establiments que hi havia el 2007, 1 era d'una empresa extractiva, 2 d'empreses de construcció, 1 d'una empresa d'hostatgeria i restauració, 2 d'empreses immobiliàries i 1 d'una entitat de l'administració pública.
Dels 2 establiments de servei als particulars que hi havia el 2009, 1 era un guixaire pintor i 1 electricista.
L'any 2000 a Lefaux hi havia 8 explotacions agrícoles que ocupaven un total de 808 hectàrees.

## Equipaments sanitaris i escolars
El 2009 hi havia una escola elemental.

## Poblacions més properes
El següent diagrama mostra les poblacions més properes.